# Хованов, Михаил Гелиевич
Михаил Гелиевич Хованов (англ. Mikhail Khovanov; род. 1972, Москва) — американский математик.

## Биография
Учился в математическом классе московской школы № 57, которую окончил в 1988 году; в 1988 году был победителем Московской математической олимпиады.
Докторскую степень получил в Йельском университете в 1997 году, где учился у Игоря Френкеля.
Научные интересы охватывают теорию узлов и алгебраическую топологию. Наиболее известная работа — «A categorification of the Jones polynomial» — в которой введены впоследствии названные его именем гомологии Хованова.
В 2006 году был докладчиком на Международном конгрессе математиков в Мадриде. В 2017 году прочитал в UNC брауэровскую лекцию. По состоянию на 2010-е годы — профессор математики в Колумбийском университете.

## Семья
Отец — Гелий Михайлович Хованов (1931—1980), педагог-математик.
Сводная сестра — Таня Хованова — математик Массачусетского технологического института, была замужем за математиком Иосифом Бернштейном.